# Parafia św. Stanisława w Wieluniu
Parafia Świętego Stanisława Biskupa Męczennika w Wieluniu – parafia rzymskokatolicka w Wieluniu. Należy do dekanatu Wieluń – św. Wojciecha archidiecezji częstochowskiej. Została utworzona 28 marca 1988 roku przez biskupa Stanisława Nowaka. Kościół parafialny zbudowany został w latach 1989-1999, konsekrowany 7 maja 1999 roku. Mieści się na osiedlu Stare Sady.